# Bror Beckman

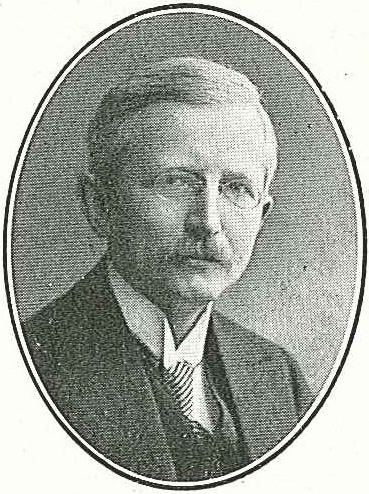
Bror Beckman (um 1914)

Bror Beckman (* 10. Februar 1866 in Kristinehamn; † 22. Juli 1929 in Ljungskile) war ein schwedischer Komponist.
Beckman wurde 1904 Mitglied der Stockholmer Musikakademie und 1910 Direktor des Konservatoriums. Von 1915 an war er für acht Jahre Inspektor für den Schulmusikunterricht.
Er komponierte eine Sinfonie, zwei Sinfonische Dichtungen, eine Sonate für Violine und Klavier, Klavierstücke und Lieder in spätromantischem Stil.